# チャップメン
チャップメンは、かつてプロダクション人力舎で活動していたお笑いコンビ。1998年結成、2004年解散。

## メンバー
- 加藤 憲（かとう けん、1976年12月27日 -  ）ツッコミ担当

東京都出身、血液型はO型、身長176cm、体重63kg、趣味はプロレス鑑賞、特技はイントロクイズ。
解散後は、元アメデオの森枝天平とコンビ「エレファントジョン」を結成。2017年3月29日、森枝の裏方への転身を機に惜しまれつつ解散。
2018年5月1日、元麦芽の鈴木奈都とコンビ「世田谷フレンズ」を結成し、およそ20年間所属した人力舎を離れ太田プロダクションへ移籍。2019年、鈴木の療養に伴いコンビ解散。
現在は太田プロダクションを離れ、フリーで活動中。
- 野田 祐介（のだ ゆうすけ、1977年7月12日 -  ）ボケ担当

愛知県出身、血液型はB型、身長168cm、体重58kg、趣味は洋服、特技はスキー。
解散後は、元アメデオの大川原篤史と元CUBEの和田貴志によるトリオ「鬼ヶ島」として活動中。

## 概要
- 1998年にコンビ結成。共にスクールJCA7期生で、主にコントを披露していた。野田の暴走キャラクターが軸のコントが特徴だった。

## エピソード
- 「爆笑オンエアバトル」では8回出演して1回しかオンエアを果たしていないが、そのオンエアは番組史上初めての挑戦者10組が未勝利という戦いであった[1]。

## 出演

### テレビ
- 爆笑オンエアバトル（NHK総合）戦績1勝7敗 最高341KB
  - 解散後も、加藤は「エレファントジョン」として、野田は「鬼ヶ島」としてオンエアを経験している。

### ラジオ
- 赤坂お笑いD・O・J・O（TBSラジオ）